# Vånga (Kristianstad)
Dit overzicht is mogelijk incompleet; u kunt helpen door het uit te breiden.
Bjärlöv is een plaats in de gemeente Kristianstad in het Zweedse landschap Skåne en de provincie Skåne län. De plaats heeft 155 inwoners (2005) en een oppervlakte van 29 hectare. Bij de plaats ligt het skigebied(je) Vångabacken, dit is een van de grotere skigebieden van Skåne en er zijn drie liften en verschillende pistes te vinden, ook in de zomer zijn hier verschillende activiteiten te doen. De omgeving van de plaats bestaat uit een mix van landbouwgrond en bossen.

## Externe links

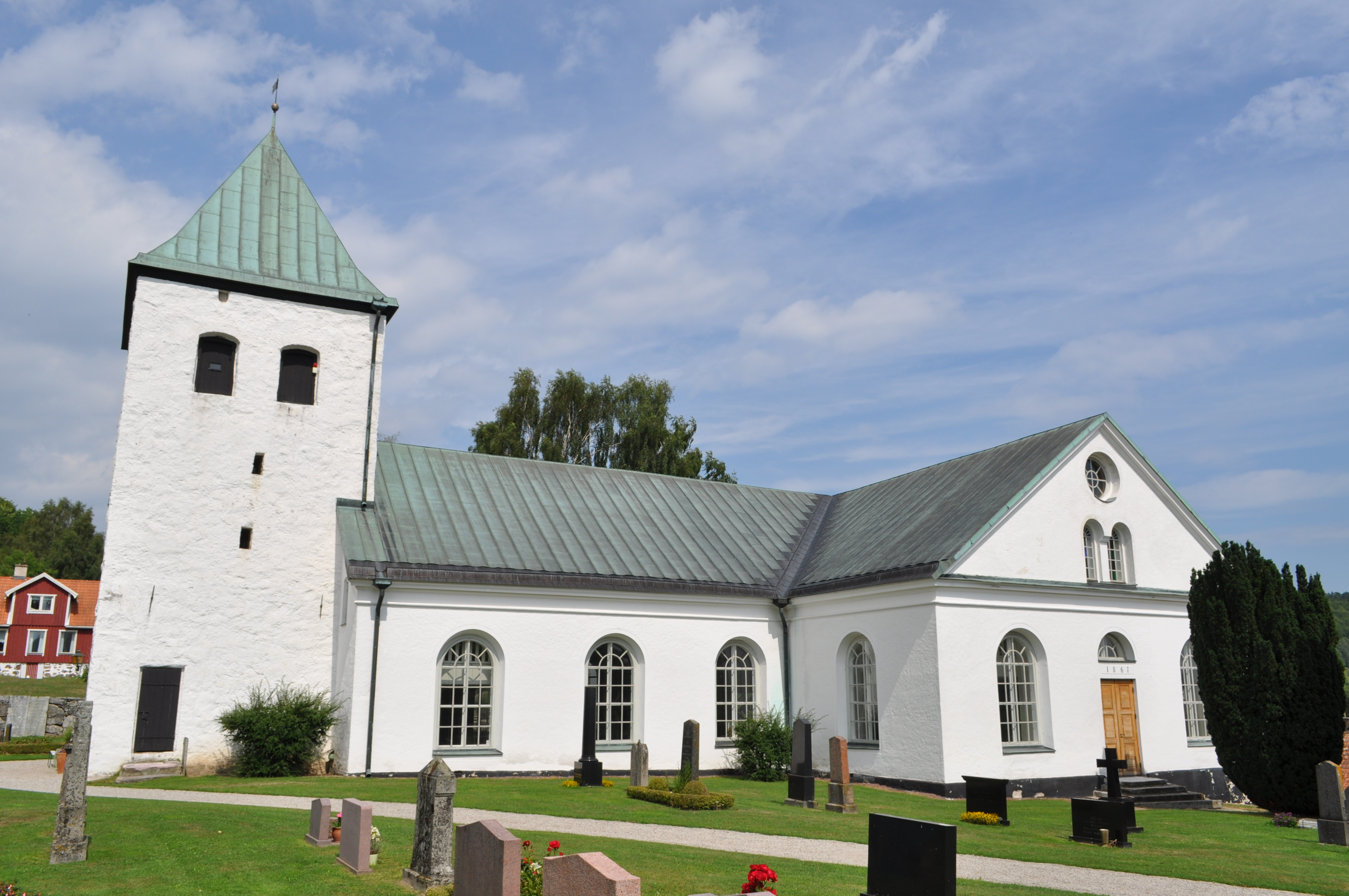
Kerk